# Assoziierungsabkommen EU-Israel
Das Assoziierungsabkommen EU-Israel ist ein Vertrag der Europäischen Union mit Israel, das die Grundlage für ihre politische und wirtschaftliche Zusammenarbeit bildet. Es wurde im Jahr 2000 abgeschlossen. Der vollständige Name ist „Europa-Mittelmeer-Abkommen zur Gründung einer Assoziation zwischen den Europäischen Gemeinschaften und ihren Mitgliedstaaten einerseits und dem Staat Israel andererseits“. Ziele des Abkommens sind u. a. politischer Dialog, die Förderung der Wirtschaftsbeziehungen, Zusammenarbeit in der Wissenschaft und in weiteren Bereichen sowie die Förderung der regionalen Zusammenarbeit (Art. 1).

## Geschichte und Einordnung
Das Abkommen wurde 1995 vorgeschlagen, um das Kooperationsabkommen und das Abkommen zu EGKS-Produkten aus dem Jahr 1975 zu ersetzen, das bereits eine Freihandelszone errichtet hatte. Das neue Abkommen sollte die Beziehungen zwischen Israel und der EU weiter stärken.
Im Rahmen des Assoziierungsabkommens sind weitere bilaterale Vereinbarungen geschlossen worden, wie der Aktionsplan von 2004:188 oder das Agreement on scientific and technical co-operation between the European Community and the State of Israel 2007. Wichtig für die Kooperation im Bereich Wissenschaft und Forschung war auch Israels Beitritt zu den EU-Programmen „Horizon 2020“ im Jahr 2014 mit Fortführung im Anschlussprogramm „Horizont Europa“. Israelische Unternehmen stellen relativ viele Anträge für die hiermit verbundene Forschungsförderung.
Das Assoziierungsabkommen EU-Israel ist Teil der Europäischen Nachbarschaftspolitik (ENP). Die Abkommen der ENP sind bilateral und je nach Partnerland unterschiedlich ausgestaltet. So beinhaltet das Abkommen zwischen der EU und Israel beispielsweise eine Visa-Liberalisierung, die sonst nur das EU-Moldau-Abkommen ebenfalls enthält.
Auch der Nahostkonflikt prägt die Ausgestaltung des Abkommens; auf politischer Ebene sind die Beziehungen zwischen der EU und Israel angespannt. Dagegen hat es in der Wirtschafts- und Handelspolitik seit dem Abschluss des Abkommens Fortschritte gegeben und die EU ist bis heute der größte Handlungspartner Israels.:186

## Inhalt
In Artikel 1 werden die Ziele des Abkommens genannt: politischer Dialog, Liberalisierung des Handels und weiterer Aspekte der zwischenstaatlichen Beziehungen, die Unterstützung regionaler politischer Stabilität sowie Kooperation in weiteren beiderseitig relevanten Bereichen. In Artikel 2 wird stipuliert, dass die Beziehungen zwischen den Parteien sowie das Abkommen selbst auf der „Achtung der Menschenrechte und der demokratischen Prinzipien“ beruht.
In den folgenden neun Hauptabschnitten werden die Maßnahmen zur Erreichung der Ziele genauer geregelt. So wird ein regelmäßiger politischer Dialog eingerichtet (Art. 3), die Freihandelszone ausgebaut (Art. 6), freier Kapitalverkehr ermöglicht (Art. 31) und die wissenschaftliche und technologische Zusammenarbeit intensiviert (Art. 40). Auch in den Bereichen Bildung und Kultur soll kooperiert werden (Art. 59 und 60) und allgemein für soziale Absicherung gesorgt werden (Art. 63).
Zur Untersuchung möglicher Probleme bei der Umsetzung des Abkommens sowie weiterer bilateraler oder internationaler Themen beiderseitigen Interesses wird ein Assoziationsrat eingesetzt, der einmal jährlich oder bei Bedarf zusammenkommt (Art. 67). Der Assoziationsrat ist dazu befähigt, bindende Entscheidungen bezüglich des Umgangs mit dem Abkommen zu treffen (Art. 72).
Das Abkommen wird auf unbestimmte Zeit geschlossen. Es kann von beiden Parteien aufgekündigt werden, was das Abkommen sechs Monate nach der Ankündigung ungültig machen würde (Art. 82).

## Antrag auf Überprüfung
Im Februar 2024 haben Spanien und Irland aufgrund des Kriegs in Israel und Gaza seit 2023 beantragt, das Assoziierungsabkommen EU-Israel zu überprüfen. Dabei verwiesen sie auch auf das Urteil des Internationalen Gerichtshofs (IGH) von Januar 2024, nach dem Israel Schutzmaßnahmen ergreifen sollte, um sicherzustellen, dass es nicht gegen die Völkermord-Konvention verstößt. Im Juli 2024 folgte ein IGH-Gutachten zur Besatzung des Westjordanlands und Ostjerusalems, in dem der Gerichtshof Völkerrechtsverstöße konstatierte.
Am 20. Mai 2025 kündigte die EU-Außenbeauftragte Kaja Kallas an, dass das Abkommen in Hinblick auf Artikel 2 überprüft werden solle, in dem die Achtung der Menschenrechte und der demokratischen Prinzipien als „wesentliches Element“ festgelegt wird. 187 Menschenrechts- und humanitäre Organisationen sowie Gewerkschaften forderten daraufhin von der EU die Aussetzung des Abkommens, da Israel gegen Artikel 2 verstoße.
Bei einem Treffen der EU-Außenminister am 15. Juli 2025 in Brüssel wurden verschiedene Vorgehensweisen vorgeschlagen. Dazu zählten neben der vollständigen Aussetzung des Abkommens auch ein Waffenembargo, die Aussetzung der Visafreiheit für israelische Staatsbürger sowie ein komplettes Verbot des Handels mit israelischen Siedlungen. Keine dieser Optionen wurde angenommen.
Am 28. Juli 2025 hat die Europäische Kommission den EU-Staaten empfohlen, Israels Teilnahme an „Horizon Europe“ teilweise auszusetzen. Als konkreter Grund dafür wurde die katastrophale Lage im Gazastreifen nach zu geringen Hilfslieferungen genannt und auf Artikel 2 des Assoziierungsabkommens verwiesen.
Präzedenzfälle für eine Überprüfung der Einhaltung der Menschenrechtsklausel hat es beim Cotonou-Abkommen gegeben. Seit 2000 wurden in diesem Rahmen etwa 17 Verfahren eröffnet, von denen manche nach ersten Beratungen eingestellt wurden, andere aber zu Maßnahmen wie der Kürzung von Entwicklungshilfe oder der Einstellung bestimmter Kooperationen geführt haben.
Am 1. August 2025 erklärte der ehemalige EU-Außenbeauftragte Josep Borrell: „Da die EU-Außenminister [im Juni 2025] zu der Feststellung gelangten, dass Israel gegen Artikel 2 verstoße, sind die EU-Staats- und Regierungschefs nun gesetzlich verpflichtet, das Abkommen auszusetzen“. Er fuhr fort: „Trotz all meiner Bemühungen in dieser Hinsicht“ als Amtsinhaber „hat sich die EU nicht dazu entschlossen, ... entsprechenden Druck auf die israelische Regierung auszuüben“.